# WWE Video Library
A videoteca da WWE (conhecida como WWE Video Library) é a maior coleção de vídeos de wrestling profissional do mundo. Ela compreende não só metragens atuais e passadas da WWE (antes conhecida como World Wrestling Federation e World Wrestling Entertainment), mas também trabalhos de promoções de wrestling profissional a partir da década de 1940. Em 2010, a videoteca dispunha de 100,000 horas de conteúdo, incluindo programas de televisão semanais, eventos em pay-per-view e eventos não-televisionados gravados. A coleção representa uma parte significante da história visual do wrestling profissional na América do Norte. A WWE disponibilizou parte da videoteca em VHS, DVDs, blu-rays, pelo serviço WWE Classics on Demand, e pela futura WWE Network.

## Gravações da WWE
Essa videoteca inclui material presente e passado da WWE, a partir da década de 1950, incluindo outras formas da companhia:
- Capitol Wrestling Corporation (1952-1963)
- World Wide Wrestling Federation (WWWF) (1963-1979)
- World Wrestling Federation (WWF) (1979-2002)
- World Wrestling Entertainment (2002-2011)
- WWE (2011 - presente), com as divisões da WWE:
  - Raw (1993-presente)
  - SmackDown (1999-presente)
  - ECW (2006-2010)

Mesmo não sendo conteúdo do wrestling, a videoteca também inclui imagens de várias produções da WWF/E, incluindo o desenho Hulk Hogan's Rock 'n' Wrestling, o filme No Holds Barred, a World Bodybuilding Federation (1990-1992), a XFL (2001), e todos os filmes produzidos pela WWE Films.

## Compras não relacionadas à WWE
Por anos, a WWE compra videotecas de promoções falidas. A primeira compra significante aconteceu em 2001, quando comprou todos os arquivos da World Championship Wrestling. A compra dos arquivos da Extreme Championship Wrestling em 2003 deu à WWE direito sob a maioria do material disponível na época.
- American Wrestling Association (1957-1991)[2]
- Georgia Championship Wrestling (1944-1985)
- Extreme Championship Wrestling (ECW)[4] (1994-2001) e sua antecessora
  - Eastern Championship Wrestling (1992-1994)
- Ohio Valley Wrestling (1998-2008)*
- Florida Championship Wrestling (2007-presente)
- Smoky Mountain Wrestling (1992-1995)[2]
- Stampede Wrestling (1948-1989)[2]
- Ultimate Pro Wrestling (1998-2007)
- Championship Wrestling from Florida (1961-1987)
- World Championship Wrestling (WCW)[3] (1988-2001)
  - Jim Crockett Promotions (1931-1988) que incluia
    - Eastern States Championship Wrestling (1945-1973)
    - Mid-Atlantic Championship Wrestling (1973-1988)
    - Central States Wrestling (início de 1950-1986)
    - Championship Wrestling from Georgia (1984-1985)
    - St. Louis Wrestling Club (1959-1985)
- World Class Championship Wrestling (1966-1988**)[5]
- Maple Leaf Wrestling (1930-1995)
- Mid-South Wrestling
  - Universal Wrestling Federation

↑* Antigo território de desenvolvimento da WWE
↑** Angelo e Mario Savoldi, antes donos da International World Class Championship Wrestling, detém os direitos de todo o material pós-1988 da WCCW.

## National Wrestling Alliance
Durante sua história, WWE teve uma longa relação com a National Wrestling Alliance (NWA). Por muitas décadas, até a metade da década de 1980, a NWA controlava a maioria das promoções regionais. A WWE (como Capitol Wrestling) foi membra da NWA entre 1952 e 1963, e novamente (como the WWWF) entre 1971 e 1983.
Jim Crockett Promotions foi parte da NWA por sua existência inteira, controlando maior parte das promoções regionais. A Crockett Promotions se fundiu a WCW na década de 1980. A WCW deixou a NWA em 1993. A WWE possui uma vasta coleção de material da NWA.

## Condições
A maioria das promoções não salvou ou gravou parte do material televisivo até a década de 70. Muitas promoções gravavam material novo em cima do antigo.
O material da World Championship Wrestling não estava etiquetado ou categorizado. A má condição de algumas fitas da WCW não permite que a WWE as exiba no WWE Classics on Demand.

## Edição
WWE possui as master tapes de todo o conteúdo da videoteca, no entanto, devido a um processo movido pela World Wide Fund for Nature pelo direito sob as iniciais "WWF", a WWE não pode utilizar a sigla ou o logotipo antigo, usado entre 1998 e 2002. Como resultado, qualquer menção à sigla ou imagens do logotipo são editados e deletados.